# غواصة يو بي-23
يو بي-23 غواصة ألمانية من فئة يو بي2 خدمت في البحرية الإمبراطورية الألمانية خلال الحرب العالمية الأولى. تم طلب الغواصة في 30 أبريل 1915 وتم إطلاقها في 9 أكتوبر 1915. تم تكليفها في البحرية الإمبراطورية الألمانية في 13 مارس 1916 باسم يو بي-23. أغرقت الغواصة 49 سفينة في 21 دورية ليصبح المجموع 28,228 طن إجمالي. في 26 يوليو 1917، تعرضت الغواصة لأضرار جسيمة من جراء هجوم قام به HMS PC-60 وفي 29 يوليو 1917 تم احتجازها. في 22 يناير 1919 تم تسليمها إلى فرنسا وفقًا لمتطلبات الهدنة مع ألمانيا، وتم تفكيكها في تشيربورغ في يوليو 1921.